# Antonin (Vorname)
Antonin oder Antonín ist ein männlicher Vorname. Er ist sowohl eine tschechische als auch französische Variante des lateinischen Vornamens Antoninus.

## Bekannte Namensträger

### Antonin
- Antonin Artaud (1896–1948), französischer Schauspieler, Dramatiker, Regisseur, Zeichner, Dichter und Theater-Theoretiker
- Donatien Antonin Marie Bouché (1882–1965), französischer Segler
- Antonin Dubost (1844–1921), französischer Politiker
- Antonin Duraffour (1879–1956), französischer Romanist und Dialektologe
- Antonin Guigonnat (* 1991), französischer Biathlet
- Antonin-Tri Hoang (* 1989), französischer Jazzmusiker
- Antonin Louchard (* 1954), französischer Illustrator
- Antonin Magne (1904–1983), französischer Radrennfahrer
- Antonin Marmontel (1850–1907), französischer Komponist, Pianist und Musikpädagoge
- Antonin Nalpas (* 1951), Pseudonym des österreichischen Malers und Bildhauers Gustav Troger
- Louis-Antonin Neurdein (1846–1914), französischer Fotograf
- Antonin Nompar de Caumont (1633–1723), französischer Hofedelmann und Offizier
- Antonin Pellegrini (* 1993), französischer Skilangläufer
- Antonin Proust (1832–1905), französischer Journalist und Politiker
- Antonin Raymond (1888–1976), tschechisch-amerikanischer Architekt
- Antonin Rayon (* 1976), französischer Jazzmusiker
- Antonin Rüttimann (1710–1754), schweizerischer Bibliothekar
- Antonin Scalia (1936–2016), US-amerikanischer Jurist
- Antonin Svoboda (* 1969), österreichischer Filmregisseur und -produzent
- Alexandre-Antonin Taché (1823–1894), kanadischer Missionar und römisch-katholischer Erzbischof
- Antonin Varenne (* 1973), französischer Kriminalschriftsteller
- Antonin Weissenbach (1850–1921), Schweizer Politiker

### Antonín
- Antonín Balšánek (1865–1921), tschechischer Architekt
- Antonín Bartoněk (1926–2016), tschechischer klassischer Philologe und Mykenologe
- Antonín Bartoníček (* 1949), tschechischer Radrennfahrer
- Antonín Barvitius (1823–1901), böhmischer Architekt des Historismus
- Antonín Basler (* 1956), tschechischer Geistlicher und römisch-katholischer Weihbischof
- Antonín František Bečvařovský (1754–1823), böhmischer Organist, Pianist und Komponist
- Antonín Bělohoubek (1845–1910), tschechischer Chemiker
- Jiří Antonín Benda (1722–1795), böhmischer Kapellmeister und Komponist
- Antonín Bennewitz (1833–1926), böhmischer Geiger, Dirigent und Musikpädagoge
- Antonín Boček (1802–1847), mährischer Archivar und Historiker sowie Handschriftenfälscher
- Antonín Boll (1721–1792), böhmischer Philosoph und Jesuit
- Antonín Borovec (1870–1925), tschechoslowakischer Diplomat
- Antonín Borovička (1895–1968), tschechischer Komponist
- Antonín Bradáč (1920–1991), tschechischer Fußballspieler
- Antonín Brousek (1941–2013), tschechischer Dichter und Literaturkritiker
- Antonín Brousek (* 1962), tschechisch-deutscher Übersetzer, Jurist und Politiker
- Antonín Brož (* 1987), tschechischer Rennrodler
- Antonín Chittussi (1847–1891), tschechischer Maler
- Antonín Chmel (1850–1893), böhmischer Unternehmer
- Antonín Čížek (1865–1897), tschechischer Politiker
- Antonín Dvořák (1841–1904), böhmischer Komponist
- Antonín Eltschkner (1880–1961), tschechischer Bischof
- Antonín Fantiš (* 1992), tschechischer Fußballspieler
- Antonín Fleischer (1850–1934), tschechischer Entomologe und Koleopterologe
- Antonín Frič (1832–1913), böhmischer Zoologe, Paläontologe und Geologe
- Antonín Gavlas (* 1985), tschechischer Tischtennisspieler
- Antonín Hájek (1916–1983), tschechischer Fußballspieler
- Antonín Hájek (1987–2022), tschechischer Skispringer
- Antonín Hajn (1868–1949), tschechischer Journalist und Politiker
- Antonín Holý (1936–2012), tschechischer Chemiker
- Antonín Hudeček (1872–1941), tschechischer, post-impressionistischer Landschaftsmaler
- Josef Antonín Hůlka (1851–1920), tschechischer Bischof
- Antonín Jiránek (1712–1761), böhmischer Violinist und Komponist
- Antonín Kachlík (1923–2022), tschechoslowakischer Regisseur und Drehbuchautor
- Antonín Kalina (1870–1922), böhmisch-tschechischer Politiker
- Antonín Kammel (1730–1784), tschechischer Violinist und Komponist
- Antonín Kapek (1922–1990), tschechoslowakischer Politiker
- Antonín Kinský (Fußballspieler, 1975) (* 1975), tschechischer Fußballspieler
- Antonín Kinský (Fußballspieler, 2003) (* 2003), tschechischer Fußballspieler
- Jan Josef Antonín Eleazar Kittel (1704–1783), böhmischer volkstümlicher Arzt und Wohltäter
- Antonín Klášterský (1866–1938), tschechischer Dichter, Übersetzer und Anwalt
- Antonín Klimek (1937–2005), tschechischer Neuzeithistoriker, Archivar und Sachbuchautor
- Antonín Koniáš (1691–1760), tschechischer Jesuitenpriester, Missionar und religiöser Schriftsteller
- Antonín Koníček (* 1952), tschechischer Musiklehrer, Komponist, Arrangeur, Musiker, Kapellmeister und Musikverleger
- Jan Antonín Koželuh (1738–1814), böhmischer Komponist
- Antonín Kratochvil (1924–2004), tschechischer Schriftsteller
- Antonín Kubálek (1935–2011), kanadischer Pianist und Musikpädagoge tschechischer Herkunft
- Antonín Jaroslav Liehm (1924–2020), tschechischer Autor, Übersetzer, Film- und Literaturwissenschaftler
- Antonín Liška (1924–2003), tschechischer Geistlicher und römisch-katholischer Bischof
- Antonín Lego (1801–1878), tschechischer Pädagoge, Musiker und Komponist
- Antonín Machát (1880–1967), tschechischer Druckereibesitzer, Buchautor und Funktionär
- Antonín Machek (1775–1844), tschechischer Maler
- Antonín Mánes (1784–1843), tschechischer Maler und Zeichner
- Antonín Matula (1885–1953), tschechoslowakischer Schriftsteller und Kulturbeamter
- Antonín Mrkos (1918–1996), tschechischer Astronom
- Antonín Němec (1858–1926), tschechischer Sozialdemokrat
- Antonín Nič (1905–?), tschechoslowakischer Ringer
- Antonín Novotný (1827–1871), tschechischer Autor von Schachkompositionen und Jurist
- Antonín Novotný (1904–1975), tschechoslowakischer kommunistischer Politiker
- Antonín Panenka (* 1948), tschechoslowakischer Fußballspieler
- Antonín Pavluš (* 1947), tschechischer Musiker
- Antonín Petrof (1839–1915), böhmischer Klavierbauer
- Antonín Procházka (1882–1945), tschechischer Maler und Grafiker
- Antonín Profous (1878–1953), tschechischer Sprachwissenschaftler
- Antonín Puč (1907–1988), tschechoslowakischer Fußballspieler und -trainer
- Antonín Pugzík (* 1955), tschechischer Offizier
- Antonín Randa (1834–1914), österreichisch-ungarischer Jurist und Politiker
- Antonín Rázek (1852–1929), tschechischer Komponist
- Antonín Reicha (1770–1836), böhmischer Komponist, Musikpädagoge und Flötist
- Antonín Reichenauer (≈1694–1730), böhmischer Komponist
- Antonín Rezek (1853–1909), tschechischer Historiker und Politiker in Österreich-Ungarn
- Antonín Rükl (1932–2016), tschechischer Astronom, Kartograf und Sachbuchautor
- Antonín Rýgr (1921–1989), tschechischer Fußballspieler und Trainer
- Antonín Slavíček (1870–1910), tschechischer Maler
- Antonín František Slavík (1893–1942), tschechischer Direktor einer Brünner Radiostation und Widerständler
- Antonín Sokol (1847–1889), tschechischer Journalist, Publizist, Übersetzer und Schriftsteller
- Antonín Sova (1864–1928), tschechischer Dichter und Schriftsteller
- Antonín Šponar (1920–2002), tschechoslowakischer Skirennläufer
- Antonín Stavjaňa (* 1963), tschechischer Eishockeyspieler
- Antonín Cyril Stojan (1851–1923), mährischer Erzbischof
- Antonín Strnad (1746–1799), böhmischer Mathematiker, Astronom und Meteorologe
- Antonín Švehla (1873–1933), tschechoslowakischer Politiker
- Antonín Tučapský (1928–2014), tschechischer Komponist und Dirigent
- Antonín Viktora (1943–2014), tschechischer Jazzgitarrist
- Antonín Vodička (1907–1975), tschechoslowakischer Fußballspieler und -trainer und Eishockeytrainer
- Antonín Vranický (1761–1820), mährisch-österreichischer Komponist, Dirigent und Geiger
- Antonín Wiehl (1846–1910), tschechischer Architekt und Vertreter des Historismus
- Antonín Zápotocký (1884–1957), tschechoslowakischer Gewerkschaftsführer
- Antonín Závodný (1922–1990), tschechischer Komponist
- Antonín Žváček (1907–1981), tschechischer Musiker und Komponist